# Вулиця Паркова (Хмельницький)
Вулиця Паркова — вулиця в Хмельницькому, розташована у центральній частині міста. Пролягає від вулиці Староміської до вулиці Проскурівського підпілля, вздовж річки Плоскої та Центрального парку культури та відпочинку (звідси й назва). Виникла в 1955 року поблизу щойно закладеного парку. Має переважно приватну забудову, а також декілька багатоповерхових будинків поліпшеного планування.